# 謝里法巴德
謝里法巴德是伊朗的城鎮，位於該國西北部贊詹東南約87公里，由贊詹省負責管轄，距離首都德黑蘭185公里，海拔高度1,508米，2006年人口5,521。